# Hollywood (singel The Cranberries)
Hollywood – singel irlandzkiego zespołu The Cranberries, promujący trzeci album studyjny To the Faithful Departed. W maju 1997 został wydany jako czwarty i ostatni singel promujący tę płytę. Planowany klip do piosenki nie został ostatecznie zrealizowany, ponieważ zespół odwołał pozostałą część trasy Free to Decide World Tour z powodów problemów zdrowotnych wokalistki. W 2020 cover utworu nagrał doom metalowy zespół Thou wraz z indierockową wokalistką Emmą Ruth Rundle na ich wspólną epkę pt. The Helm of Sorrow.

## Lista utworów
dwuścieżkowy singel CD wydany we Francji
1. „Hollywood” – 5:06
2. „Forever Yellow Skies” (nagrany na żywo w Toronto, 29 sierpnia 1996) – 3:28

czterościeżkowy singel CD wydany we Francji
1. „Hollywood” – 5:06
2. „Forever Yellow Skies” (nagrany na żywo w Toronto, 29 sierpnia 1996) – 3:28
3. „Dreams” (nagrany na żywo w Toronto, 29 sierpnia 1996) – 4:20
4. „Waltzing Back” (nagrany na żywo w Toronto, 29 sierpnia 1996) – 4:59